# Britt-Synnøve Johansen
Britt-Synnøve Johansen (Haugesund, Rogaland, 23 de junio de 1970) es una cantante noruega. Conocida por su participación en el Festival de la Canción de Eurovisión 1989.
Comenzó cantando en un coro a los 7 años. En 1989 ganó el Melodi Grand Prix, la preselección para representar a Noruega en el Festival de Eurovisión, con la canción "Venners nærhet". A pesar de acabar en 17.ª posición en el Festival de la Canción de Eurovisión 1989, eso no impidió que continuara con su carrera musical. Ha participando en numerosos espectáculos del Rogaland Theater, como Schrooge – en julefortelling.
En 2001, Synnøve gravó versiones de canciones de Édith Piaf en París, actuando ante 15.000 espectadores. Entre 2003 y 2004 apareció en el papel de Éponine del musical Los miserables, en Bømlo en la región noruega de Hordaland.
En 2010 lanzó un álbum de tangos en noruego, titulado "Skyt meg med tre roser", producido por Janove Ottesen de la Kaizers Orchestra.

## Discografía
- God morgen - 1990
- Mot himmlen i Paris – Piaf på norsk- 2002 (versiones de temas de Édith Piaf en noruego)
- Skyt meg med tre roser - 2010